# 히라후역
히라후역(일본어: 比羅夫駅 히라후에키[*])은 일본 홋카이도 아부타 군 굿찬정에 있는 홋카이도 여객철도 하코다테 본선의 철도역이다. 굿찬역에서 관리하고 있는 무인역이다.

## 역 구조
1면 1선의 단선식 승강장이 있는 지상역이다. 역사는 현재 민박 시설로 활용되고 있으며, 승강장 옆에는 오두막 등이 있다. 계절에 따라서 승강장 위에서 바비큐를 하는 경우도 있다.

### 승강장
| ■ 하코다테 본선 | 삿포로 · 오타루 · 오샤만베 방면 |

## 역 주변
- 굿찬 정립 니시 초등학교 가바야마 분교
- 니세코 마운틴 리조트 그랑 히라후
- 시리베쓰 강

## 역사
- 1904년 10월 15일 - 홋카이도 철도의 일반역으로 개업.
- 1907년 7월 1일 - 홋카이도 철도 국유화.
- 1974년 9월 5일 - 화물 취급 폐지.
- 1982년 3월 1일 - 수하물 취급 폐지 및 무인화.
- 1985년 3월 14일 - 교행 설비 철거 및 운전 요원 철수.
- 1987년 4월 1일 - 일본국유철도 분할 민영화로 홋카이도 여객철도가 계승.
- 2007년 10월 - 역 번호 부여. S24.

## 인접한 역
| 홋카이도 여객철도 하코다테 본선 | 홋카이도 여객철도 하코다테 본선 | 홋카이도 여객철도 하코다테 본선 |
| ------------------------------- | ------------------------------- | ------------------------------- |
| S25 니세코 오샤만베 방면        | ■ 하코다테 본선                 | S23 굿찬 오타루 방면            |